# Marco Hinz
Marco Hinz (* 20. Februar 1974 in Neubrandenburg; †  Mai 2023) war ein deutscher Fußballspieler.

## Sportlicher Werdegang
Der Abwehrspieler wechselte 1995 vom FC Neubrandenburg zu den Amateuren von Hansa Rostock. Hinz stand mehrere Male im Kader der Profis und kam am 4. Oktober 1996 im Auswärtsspiel gegen Bayer 04 Leverkusen zu seinem einzigen Bundesligaeinsatz. Er wurde in der 53. Minute für den am Sprunggelenk verletzten Innenverteidiger Heiko März eingewechselt, die Partie endete 4:1 für Leverkusen. 1998 verließ Hinz Hansa Rostock wieder und schloss sich dem TSV Pansdorf an. Zwei Jahre spielte er für das Team in der Oberliga Hamburg/Schleswig-Holstein. In der Saison 1998/99 scheiterte man in den Aufstiegsspielen in die Regionalliga Nord am FC Bremerhaven. Eine Saison später belegte man zwar Rang 6 in der Endtabelle, doch der Verein zog seine Mannschaft zurück und spielte fortan in der Bezirksliga.
Hinz wechselte daraufhin zum Oberligaklub TSV Altenholz, die als Saisonziel den Regionalligaaufstieg vorgaben. Dieses Ziel wurde deutlich verfehlt und Hinz verließ den Verein nach nur einem Jahr und wechselte zur Saison 2001/02 zum Eichholzer SV, die zum damaligen Zeitpunkt ebenfalls in der Oberliga Hamburg/Schleswig-Holstein spielten. Nach einem 10. Platz in der Endtabelle zog der Verein wegen seines schwachen Zuschauerschnitts von nur knapp 200 Zuschauern pro Partie, was insbesondere für die Sponsoren unattraktiv war, seine Mannschaft aus der Oberliga zurück und Hinz musste erneut den Verein wechseln. Die folgenden drei Jahre spielte er beim Verbandsligisten NTSV Strand 08 und beendete anschließend seine Spielerkarriere.
Zur Saison 2005/06 nahm Hinz eine Co-Trainerstelle beim Bezirksoberligisten TSV Bordesholm an. In der folgenden Saison betreute er den Verein als Cheftrainer, verpasste allerdings als Vizemeister den Aufstieg in die Verbandsliga knapp und wurde abgelöst.
Seit 2017 war er sportlicher Leiter beim Kieler Oberligisten TSV Schilksee.